# Brembio
Brembio – miejscowość i gmina we Włoszech, w regionie Lombardia, w prowincji Lodi.
Według danych na rok 2004 gminę zamieszkiwały 2363 osoby, 147,7 os./km².